# Cordia cardenasiana
Cordia cardenasiana är en strävbladig växtart som beskrevs av J.S. Miller. Cordia cardenasiana ingår i släktet Cordia, och familjen strävbladiga växter. Inga underarter finns listade i Catalogue of Life.